# Béligneux
Béligneux és un municipi francès situat al departament de l'Ain i a la regió d'Alvèrnia-Roine-Alps. L'any 2007 tenia 2.851 habitants.

## Demografia

### Població
El 2007 la població de fet de Béligneux era de 2.851 persones. Hi havia 1.009 famílies de les quals 182 eren unipersonals (83 homes vivint sols i 99 dones vivint soles), 265 parelles sense fills, 518 parelles amb fills i 44 famílies monoparentals amb fills.
La població ha evolucionat segons el següent gràfic:
Habitants censats

### Habitatges
El 2007 hi havia 1.083 habitatges, 1.031 eren l'habitatge principal de la família, 25 eren segones residències i 27 estaven desocupats. 807 eren cases i 263 eren apartaments. Dels 1.031 habitatges principals, 567 estaven ocupats pels seus propietaris, 451 estaven llogats i ocupats pels llogaters i 14 estaven cedits a títol gratuït; 10 tenien una cambra, 52 en tenien dues, 148 en tenien tres, 298 en tenien quatre i 523 en tenien cinc o més. 896 habitatges disposaven pel capbaix d'una plaça de pàrquing. A 425 habitatges hi havia un automòbil i a 563 n'hi havia dos o més.

### Piràmide de població
La piràmide de població per edats i sexe el 2009 era:
| Homes | Edats   | Dones |
| ----- | ------- | ----- |
| 0     | 95 o +  | 0     |
| 4     | 90 a 94 | 4     |
| 0     | 85 a 89 | 4     |
| 12    | 80 a 84 | 12    |
| 8     | 75 a 79 | 28    |
| 32    | 70 a 74 | 12    |
| 52    | 65 a 69 | 48    |
| 32    | 60 a 64 | 40    |
| 36    | 55 a 59 | 32    |
| 108   | 50 a 54 | 76    |
| 96    | 45 a 49 | 112   |
| 116   | 40 a 44 | 104   |
| 100   | 35 a 39 | 132   |
| 96    | 30 a 34 | 76    |
| 124   | 25 a 29 | 132   |
| 80    | 20 a 24 | 48    |
| 116   | 15 a 19 | 88    |
| 100   | 10 a 14 | 120   |
| 116   | 5 a 9   | 132   |
| 88    | 0 a 4   | 108   |

## Economia
El 2007 la població en edat de treballar era de 1.903 persones, 1.482 eren actives i 421 eren inactives. De les 1.482 persones actives 1.382 estaven ocupades (767 homes i 615 dones) i 100 estaven aturades (32 homes i 68 dones). De les 421 persones inactives 119 estaven jubilades, 157 estaven estudiant i 145 estaven classificades com a «altres inactius».

### Ingressos
El 2009 a Béligneux hi havia 1.005 unitats fiscals que integraven 2.829,5 persones, la mediana anual d'ingressos fiscals per persona era de 19.098 €.

### Activitats econòmiques
Dels 139 establiments que hi havia el 2007, 2 eren d'empreses extractives, 1 d'una empresa alimentària, 8 d'empreses de fabricació de material elèctric, 2 d'empreses de fabricació d'elements pel transport, 13 d'empreses de fabricació d'altres productes industrials, 26 d'empreses de construcció, 25 d'empreses de comerç i reparació d'automòbils, 7 d'empreses de transport, 8 d'empreses d'hostatgeria i restauració, 3 d'empreses d'informació i comunicació, 5 d'empreses financeres, 4 d'empreses immobiliàries, 15 d'empreses de serveis, 13 d'entitats de l'administració pública i 7 d'empreses classificades com a «altres activitats de serveis».
Dels 32 establiments de servei als particulars que hi havia el 2009, 1 era una oficina de correu, 3 tallers de reparació d'automòbils i de material agrícola, 2 paletes, 4 guixaires pintors, 1 fusteria, 9 lampisteries, 3 electricistes, 3 perruqueries, 1 veterinari, 4 restaurants i 1 agència immobiliària.
Dels 6 establiments comercials que hi havia el 2009, 1 era un supermercat, 1 una botiga de menys de 120 m², 2 carnisseries, 1 una botiga de roba i 1 una joieria.
L'any 2000 a Béligneux hi havia 6 explotacions agrícoles que ocupaven un total de 159 hectàrees.

## Equipaments sanitaris i escolars
L'únic equipament sanitari que hi havia el 2009 era una farmàcia.
El 2009 hi havia 1 escola maternal i 1 escola elemental.

## Poblacions més properes
El següent diagrama mostra les poblacions més properes.